# Alexandr Mensdorff-Pouilly
Alexander hrabě Mensdorff-Pouilly, od roku 1869 první kníže Dietrichstein na Mikulově (německy Alexander Constantin Albert Fürst Dietrichstein zu Nikolsburg, Graf von Mensdorff-Pouilly) (4. srpna 1813 Coburg – 14. února 1871 Praha) byl rakouský generál, diplomat a státník. Od mládí sloužil v rakouské armádě a zároveň se uplatňoval v diplomacii, jako voják se zúčastnil několika válečných konfliktů, v letech 1852–1853 byl velvyslancem v Rusku, později místodržitelem v Haliči (1861–1864). V letech 1864–1866 zastával funkci rakouského ministra zahraničí, z úřadu odešel po porážce v prusko-rakouské válce. V armádě byl nakonec povýšen do hodnosti generála jezdectva (1868) a závěr své kariéry strávil jako místodržitel v Čechách. Jako manžel jedné z dědiček vymřelého rodu Ditrichštejnů získal v roce 1869 titul knížete.

## Život

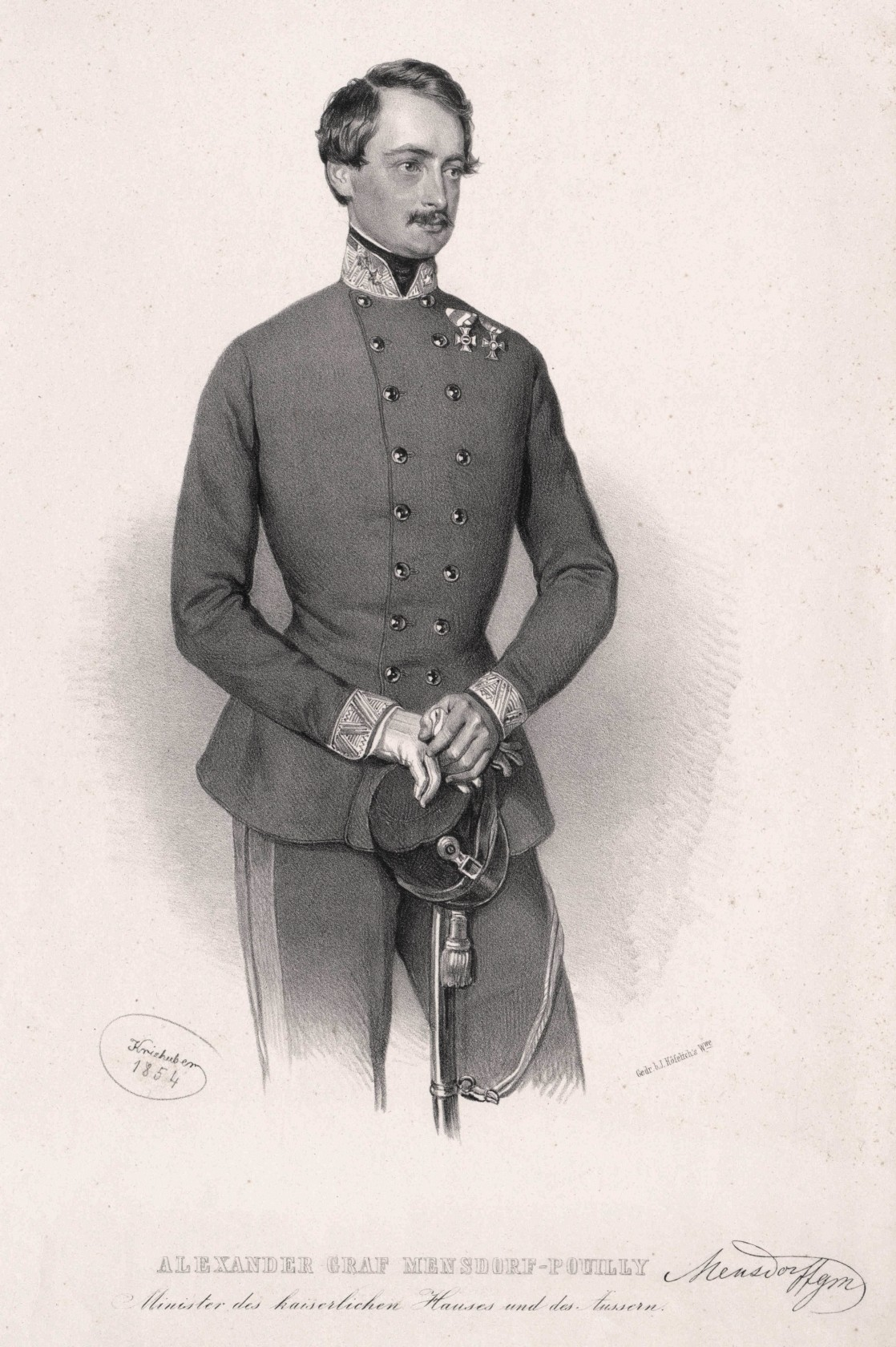
Alexander Mensdorff-Pouilly, litografie od Josefa Kriehubera, 1854

Alexandr Mensdorff-Pouilly pocházel z francouzské šlechtické rodiny, která během Velké francouzské revoluce emigrovala do Rakouska. Byl čtvrtým synem generála Emmanuela Mensdorf-Pouilly (1777–1852) z nerovného sňatku s princeznou Sofií Sasko-Kobursko-Saalfedskou. Stal se tak blízkým příbuzným mnoha evropských monarchů – jeho bratranci byli princ Albert, manžel britské královny Viktorie, Ferdinand II. Portugalský, manžel portugalské královny Marie II., a belgický král Leopold II. Sestřenice Charlotta se provdala za mexického císaře Maxmiliána.
Studoval na Tereziánské akademii ve Vídni a v roce 1829 jako kadet vstoupil do armády k pěšímu pluku č. 49. Vzhledem ke svému původu a tehdejšímu vysokému postavení otce v armádě rychle postupoval v hodnostech (nadporučík 1832, rytmistr 1836), několik let strávil u 9. husarského pluku v Pardubicích. V roce 1844 byl jako major přeložen k 4. husarskému pluku v Žovkvě. Mezitím byl zapojen do diplomatických aktivit sasko-koburského rodu a vykonal několik cest do Portugalska, Belgie nebo Velké Británie, kde si získal přízeň královny Viktorie. V revolučním roce 1848 se zúčastnil bojů v Itálii. Do Itálie mimo jiné doprovázel arcivévodu Františka Josefa a po jeho nástupu na trůn v prosinci 1848 byl jmenován jedním z císařských pobočníků. V další fázi revoluce bojoval proti maďarským povstalcům a v roce 1849 byl povýšen na plukovníka.
V roce 1850 dosáhl hodnosti generálmajora a stal se velitelem jezdecké brigády v Šoproni. V letech 1851–1852 působil jako vojenský komisař Německého spolku ve Šlesvicku-Holštýnsku. V předvečer krymské války zastával v letech 1852–1853 funkci rakouského velvyslance v Petrohradě, kde sehrál vlivnou úloho v diplomatických jednáních o mezinárodním uznání Napoleona III. jako francouzského císaře. Po roce 1853 žil několik let v soukromí, do aktivní služby se vrátil v roce 1858, kdy byl povýšen do hodnosti polního podmaršála a stal velitelem 1. jezdecké divize. Za války se Sardinií se zúčastnil bitev u Magenty a Solferina (1859). V roce 1860 byl mimořádným vyslancem ve Švédsku při příležitosti korunovace Karla XV. Od října 1860 byl velícím generálem v Banátu a v červnu 1861 byl povolán do úřadu místodržitele v Haliči, kde byl zároveň velícím generálem pro oblast Haliče a Bukoviny se sídlem ve Lvově. Zde prokázal svou energii během povstání v Polsku 1863, zároveň zde proslul svým působením v charitě. V Haliči setrval do konce října 1864.

### Ministr zahraničí

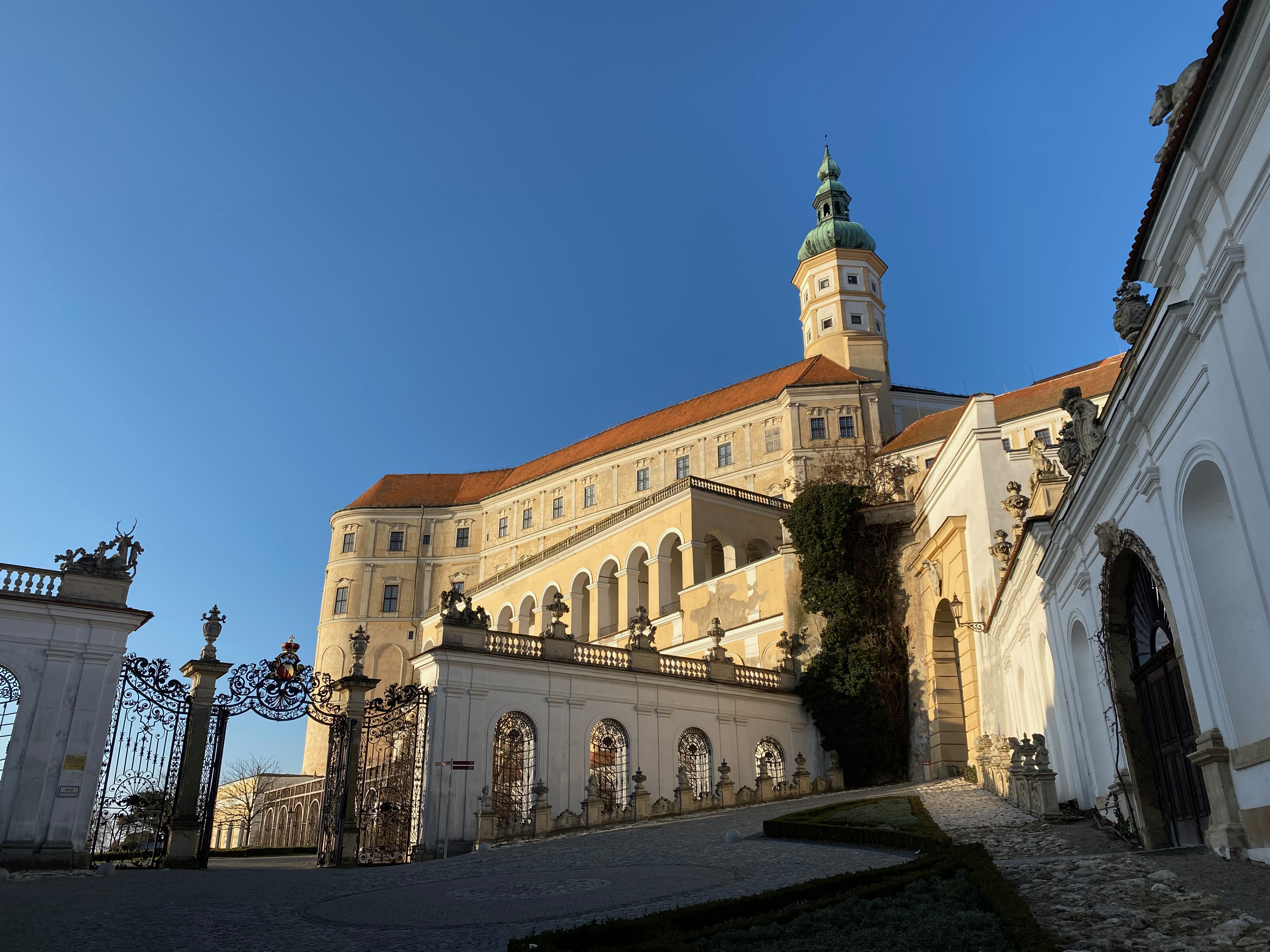
Zámek Mikulov

V říjnu 1864 byl povolán do funkce ministra zahraničí Rakouského císařství, respektive ministra císařského domu a zahraničních záležitostí (Minister des Aussern und des kaiserlichen Hauses), na přelomu června a července 1865 byl provizorně zároveň předsedou ministerské rady. K těmto funkcím se necítil povolán, ale přijal je na přání císaře Františka Josefa. Ve srovnání s předchozím ministrem zahraničí Rechbergem se snažil prosazovat sebevědomější politiku v zájmu zachování postavení Rakouska v Německém spolku, naposledy tehdy také využil svých příbuzenských vazeb na sasko-koburskou dynastii. Pruský kancléř Bismarck byl ale v prosazování pruských zájmů mnohem energičtější, pozice Rakouska byly počátkem roku 1866 oslabeny dosazením příslušníka pruské dynastie Hohenzollernů na trůn v Rumunsku. Bismarck navíc uzavřel spojenectví s Itálií, která v procesu sjednocení usilovala o poslední rakouskou doménu na severu země (Benátsko). Alexander Mensdorff si byl jako voják dobře vědom převahy moderně vyzbrojené pruské armády a před přímým konfliktem s Pruskem varoval. Nakonec podle dobových svědectví na další aktivity rezignoval a stal se jen přihlížejícím dalších událostí. Konflikt s Pruskem probíhal na dvou frontách, ve východních Čechách (prusko-rakouská válka) a v severní Itálii (třetí italská válka za nezávislost). Zatímco v Itálii dosáhla rakouská armáda dílčích úspěchů (bitva u Custozzy), na další vývoj Rakouska měla zásadní vliv série porážek v Čechách (bitva u Hradce Králové). Pruská vojska pronikla až na Moravu a pro samotného Mensdorffa mělo trpkou příchuť příměří, které bylo za účasti kancléře Bismarcka a pruského korunního prince Fridricha uzavřeno přímo v jeho sídle na zámku v Mikulově (mikulovský mír (1866). V důsledku těchto událostí rezignoval Mensdorff na svou funkci ministra zahraničí k datu 30. října 1866. 
Po rezignaci na funkci ministra zahraničí žil znovu krátce v soukromí, ale v roce 1868 byl povýšen do hodnosti generála jezdectva a povolán do funkce zemského velitele v Chorvatsku se sídlem v Záhřebu. V květnu 1870 byl přeložen do Prahy, kde byl jmenován místodržitelem. Tuto funkci vykonával do svého předčasného úmrtí v únoru následujícího roku.
Zemřel v Praze 14. února 1871 a byl pohřben v Ditrichštejnské hrobce v Mikulově.

## Tituly a ocenění
Od  dětství užíval šlechtický titul hrabě von Mensdorff-Pouilly, který byl v roce 1818 jeho otci přiznán v Rakouském císařství. Jako manžel jedné z dědiček vymřelého rodu Ditrichštejnů získal v roce 1869 knížecí titul. Udělování titulu knížat bylo v té době v Rakousku-Uhersku již jen výjimečnou záležitostí, v případě Alexandra Mensdorffa byly ale zohledněny jeho zásluhy o monarchii, příbuzenské vazby na několik evropských monarchů a také šlo o zachování kontinuity příjmení Ditrichštejnů. Žádost o povýšení předcházelo několikaleté jednání manželky Alexandriny Ditrichštejnové s jejími sestrami. Nejstarší sestra Terezie případný knížecí titul odmítla, protože její manžel z rodu Herbersteinů odmítl rezignovat na příjmení svého rodu, debata o formě jména a titulu ostatně proběhla i mezi manželi Alexandrem a Alexandrinou. Císařský diplom byl nakonec vystaven 20. března 1869 ve formě kníže Dietrichstein na Mikulově, hrabě Mensdorff-Pouilly (Fürst Dietrichstein zu Nikolsburg, Graf von Mensdorff-Pouilly) s nárokem na oslovení Jasnost (Seine Durchlaucht).  V roce 1845 byl jmenován c. k. komořím a v roce 1860 obdržel titul c. k. tajný rada s nárokem na oslovení Excelence. Po odchodu z funkce ministra zahraničí byl v roce 1867 jmenován doživotním členem rakouské Panské sněmovny. Během své vojenské a diplomatické kariéry se stal nositelem řady vysokých vyznamenání v Rakousku i v zahraničí. Za účast v bojích v revolučních letech 1848–1849 získal mimo jiné prestižní Řád Marie Terezie.

### Rakousko
- Vojenský záslužný kříž s válečnou dekorací (1849)
- rytíř Vojenského řádu Marie Terezie (1850)
- komandérský kříž Leopoldova řádu (1859)
- velkokříž Leopoldova řádu (1863)
- velkokříž Královského uherského řádu svatého Štěpána (1866)

### Zahraničí
- velkokříž Vévodského sasko-ernestinského domácího řádu (1843, Sasko-Kobursko)
- komtur Řádu věže a meče (1844, Portugalsko)
- komtur Řádu lázně (1847, Spojené království)
- Řád svatého Vladimíra III. třídy (1849, Rusko)
- Řád svaté Anny I. třídy (1852, Rusko)
- velkokříž Řádu Dannebrog (1853, Dánsko)
- Řád červené orlice II. třídy (1856, Prusko)
- velkodůstojník Řádu čestné legie (1856, Francie)
- velkokříž Řádu nizozemského lva (1856, Nizozemsko)
- velkodůstojník Řádu Leopolda (1856, Belgie)
- velkokříž Řádu Filipa Velkomyslného (1856, Hesensko)
- velkokříž Řádu meče (1860, Švédsko)
- velkokříž Řádu württemberské koruny (1864, Württembersko)
- velkokříž Řádu svatého Josefa (1865, Toskánsko)
- velkokříž Řádu mexického orla (1866, Mexiko)
- velkokříž Řádu růže (1866, Brazílie)

## Rodina

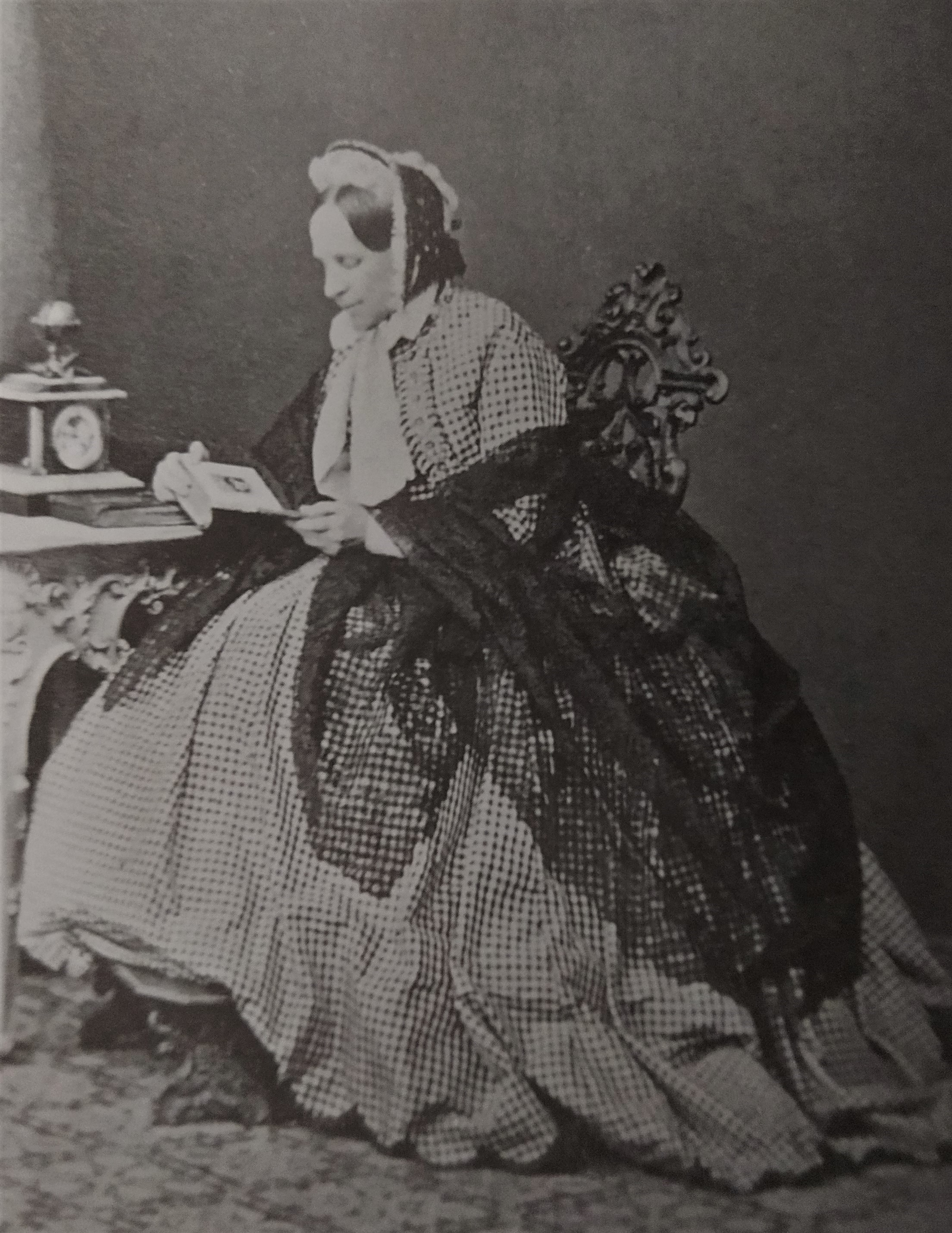
Kněžna Alexandrina Ditrichštejnová

V roce 1853 se v Praze seznámil s hraběnkou Alexandrinou Ditrichštejnovou (1824–1906), jednou z dědiček vymřelého rodu Ditrichštejnů. Jejich sbližování trvalo několik let a významnou měrou k tomu přispěly Alexandriny sestry. Sňatek se konal 28. dubna 1857 ve Vídni, kdy nevěstě bylo již 33 let. Při rozdělování ditrichštejnského dědictví si Alexandrina jako svůj podíl vylosovala velkostatek Mikulov a palác ve Vídni (Minoritenplatz 3). Její podíl měl hodnotu 1 800 000 zlatých, k mikulovskému velkostatku patřilo 3 650 hektarů půdy, šest mlýnů, dva pivovary a jedna továrna Alexandrina byla až do své smrti výhradní majitelkou Mikulova a správě velkostatku se aktivně věnovala. 
- 1. Marie Gabriela (1858–1889), dáma Řádu hvězdového kříže, manžel 1887 Hugo Leopold hrabě Kálnoky (1844–1928), c.k. tajný rada, komoří, generálmajor, dědičný člen rakouské panské sněmovny (podruhé se oženil se sestřenicí své první manželky Marií Františkou Herbersteinovou)
- 2. Hugo Alfons, 2. kníže Dietrichstein-Mensdorff-Pouilly (1858–1920), c.k. tajný rada, komoří, generálmajor, dědičný člen rakouské panské sněmovny, dědic velkostatku Mikulov, manželka 1892 princezna Olga Alexandrovna Dolgoruká (1873–1946), c. k. palácová dáma
- 3. Albert Viktor (1861–1945), c. k. tajný rada, doživotní člen rakouské panské sněmovny, diplomat, Seznam rakousko-uherských velvyslanců ve Spojeném království 1904–1914
- 4. Klotylda Vilemína (1867–1942), c. k. palácová dáma, dáma Řádu hvězdového kříže, manžel 1897 Albert Jiří hrabě Apponyi (1846–1933), c.k. tajný rada, komoří, uherský ministr vyučování, předseda uherské poslanecké sněmovny

Alexandr měl pět bratrů, z nichž dva zemřeli v dětském věku. Hugo (1806–1847) a Arthur (1817–1904) sloužili v armádě. Další bratr Alfons (1810–1894) získal také majetek sňatkem s členkou rodu Ditrichštejnů (Boskovice) a aktivně se zapojil do veřejného života na Moravě, kde byl poslancem moravského zemského sněmu a starostou v Boskovicích.
Alexandrovým švagrem byl generál Eduard Clam-Gallas (1805–1891), který byl dlouholetým zemským velitelem v Čechách (1852–1866), jeho kariéra skončila neúspěšnou účastí v prusko-rakouské válce, po níž byl penzionován.